# Nuoto ai XVI Giochi paralimpici estivi - Donne 100 metri farfalla
Le gare di nuoto 100 metri farfalla donne ai XVI Giochi paralimpici estivi si sono svolte tra il 25 agosto e il 3 settembre 2021 presso il Tokyo Aquatics Centre. 

## Programma
Sono stati disputati 5 eventi, tre dei quali articolati in una serie di batterie di qualificazione in mattinata; la finale è stata disputata nel pomeriggio/sera del medesimo giorno.
| Evento | Data   | Data   | Data   | Data   | Data   | Data   | Data   | Data   | Data   | Data   | Data   | Data   | Data   | Data   | Data  | Data  | Data  | Data  | Data  | Data  |
| Evento | Mer 25 | Mer 25 | Gio 26 | Gio 26 | Ven 27 | Ven 27 | Sab 28 | Sab 28 | Dom 29 | Dom 29 | Lun 30 | Lun 30 | Mar 31 | Mar 31 | Mer 1 | Mer 1 | Gio 2 | Gio 2 | Ven 3 | Ven 3 |
| Evento | M      | P      | M      | P      | M      | P      | M      | P      | M      | P      | M      | P      | M      | P      | M     | P     | M     | P     | M     | P     |
| ------ | ------ | ------ | ------ | ------ | ------ | ------ | ------ | ------ | ------ | ------ | ------ | ------ | ------ | ------ | ----- | ----- | ----- | ----- | ----- | ----- |
| S8     |        |        |        |        |        |        |        |        |        |        |        |        |        |        |       |       |       |       |       | F     |
| S9     |        |        |        |        |        |        |        |        |        |        |        |        |        |        |       |       | B     | F     |       |       |
| S10    |        |        |        |        |        |        |        |        |        |        |        |        |        | F      |       |       |       |       |       |       |
| S13    | B      | F      |        |        |        |        |        |        |        |        |        |        |        |        |       |       |       |       |       |       |
| S14    | B      | F      |        |        |        |        |        |        |        |        |        |        |        |        |       |       |       |       |       |       |

| M | mattina | P | Pomeriggio/sera |

| B | Batterie di qualificazione | F | Finale per medaglia d'oro |

## Risultati
Tutti i tempi sono espressi in secondi. Di fianco al nome dell'atleta, tra parentesi, è indicata la classificazione in cui apparteneva, qualora differente da quella della competizione.

### S8
| Pos. | Atleta                            | Nazione         | Tempo   | Note |
| ---- | --------------------------------- | --------------- | ------- | ---- |
|      | Jessica Long                      | Stati Uniti     | 1:09,87 |      |
|      | Viktoriia Ishchiulova             | RPC             | 1:10,80 |      |
|      | Laura Carolina González Rodríguez | Colombia        | 1:20,93 |      |
| 4    | Nahia Zudaire Borrezo             | Spagna          | 1:21,01 |      |
| 5    | Luz Kerena López Valdes           | Messico         | 1:24,05 |      |
| 6    | Cecília Jerônimo de Araújo        | Brasile         | 1:26,26 |      |
| 7    | Morgan Bird                       | Canada          | 1:28,05 |      |
| 8    | Lourdes Alejandra Aybar Díaz      | Rep. Dominicana | 1:44,12 |      |

### S9
| Pos. | Atleta              | Nazione       | Tempo   | Note                                |
| ---- | ------------------- | ------------- | ------- | ----------------------------------- |
|      | Zsófia Konkoly      | Ungheria      | 1:06,55 | Record paralimpico · Record europeo |
|      | Elizabeth Smith     | Stati Uniti   | 1:08,22 |                                     |
|      | Sarai Gascón Moreno | Spagna        | 1:08,43 |                                     |
| 4    | Toni Shaw           | Gran Bretagna | 1:08,87 |                                     |
| 5    | Sophie Pascoe       | Nuova Zelanda | 1:09,31 |                                     |
| 6    | Summer Schmit       | Stati Uniti   | 1:12,95 |                                     |
| 7    | Yuliya Gordiychuk   | Israele       | 1:13,35 |                                     |
| 8    | Claire Supiot       | Francia       | 1:16,67 |                                     |

### S10
| Pos. | Atleta                     | Nazione     | Tempo   | Note |
| ---- | -------------------------- | ----------- | ------- | ---- |
|      | Mikaela Jenkins            | Stati Uniti | 1:07,52 |      |
|      | Jasmine Greenwood          | Australia   | 1:07,89 |      |
|      | Chantalle Zijderveld       | Paesi Bassi | 1:07,91 |      |
| 4    | Alessia Scortechini        | Italia      | 1:08,62 |      |
| 5    | Oliwia Jabłońska           | Polonia     | 1:10,09 |      |
| 6    | Isabel Yingüa Hernández    | Spagna      | 1:10,79 |      |
| 7    | María Paula Barrera Zapata | Colombia    | 1:10,92 |      |

### S13
| Pos. | Atleta                              | Nazione     | Tempo   | Note               |
| ---- | ----------------------------------- | ----------- | ------- | ------------------ |
|      | Carlotta Gilli                      | Italia      | 1:02,65 | Record paralimpico |
|      | Alessia Berra (S12)                 | Italia      | 1:05,67 |                    |
|      | Daria Pikalova (S12)                | RPC         | 1:05,86 |                    |
| 4    | Shokhsanamkhon Toshpulatova         | Uzbekistan  | 1:06,21 |                    |
| 5    | Gia Pergolini                       | Stati Uniti | 1:06,46 |                    |
| 6    | Maria Carolina Gomes Santiago (S12) | Brasile     | 1:07,11 |                    |
| 7    | Makayla Nietzel                     | Stati Uniti | 1:08,00 |                    |
| 8    | Róisín Ní Riain                     | Irlanda     | 1:09,26 |                    |

### S14
| Pos. | Atleta                 | Nazione       | Tempo   | Note            |
| ---- | ---------------------- | ------------- | ------- | --------------- |
|      | Valeriia Shabalina     | RPC           | 1:03,59 | Record mondiale |
|      | Paige Leonhardt        | Australia     | 1:05,48 |                 |
|      | Ruby Storm             | Australia     | 1:06,50 |                 |
| 4    | Chan Yui Lam           | Hong Kong     | 1:06,65 |                 |
| 5    | Louise Fiddes          | Gran Bretagna | 1:07,24 |                 |
| 6    | Jessica-Jane Applegate | Gran Bretagna | 1:07,69 |                 |
| 7    | Moemi Kinoshita        | Giappone      | 1:10,25 |                 |
| 8    | Cheung Ho Ying         | Hong Kong     | 1:11,29 |                 |